# São Jorge (île)
Pour les articles homonymes, voir São Jorge.
São Jorge (en portugais : Ilha de São Jorge) est une des cinq îles du groupe central de l'archipel des Açores. Elle est séparée de l'île de Pico, au sud-sud-ouest, de seulement 18,2 km.  Sa longueur est de 55 kilomètres et sa largeur maximale est de 7 kilomètres. Sa superficie est de 237,59 km2 et quelque 10 500 personnes y habitent.
Administrativement, l'île est divisée en deux municipalités : à l'est Calheta, avec cinq paroisses, et à l'ouest, Velas qui compte six paroisses.
En 2016, l'ensemble de l'île est déclaré réserve de biosphère par l'Unesco sous l'appellation « Fajãs de São Jorge ».

## Géographie

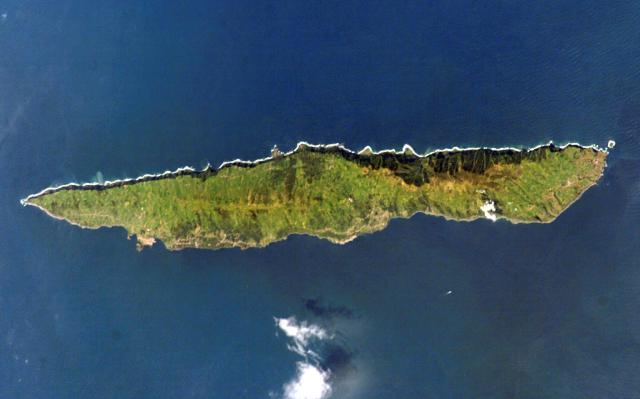
São Jorge vue de l'espace

La côte de l'île est particulièrement difficile d'accès, les falaises atteignant plusieurs centaines de mètres de hauteur par endroits. Les effondrements de ces falaises ont donné naissance à des terrasses basses à proximité de la mer, appelées « fajãs » aux Açores. Celles-ci sont particulièrement fertiles et leurs microclimats permettent des cultures très variées et exotiques, comme le café sur la Fajã dos Vimes.
L'île compte plus de deux cents volcans de nature basaltique, alignés sur des failles orientées nord-ouest sud-est. La zone la plus ancienne constitue le complexe de Topo et se trouve au sud-est de São Jorge. Des datations radiométriques lui confèrent un âge compris entre 550 000 et 110 000 ans. La partie la plus récente située au centre de l'île comprend le Pico da Esperança, point culminant à 1 053 mètres d'altitude, le Morro Pelado, le Pico do Carvão, le Pico das Caldeirinhas, etc.
L'île a connu deux éruptions volcaniques historiques, en 1580 et en 1808. Dix personnes furent tuées dans l'éruption de 1580 et huit dans celle de 1808. En 1808, c'était le volcan Vulcão da Urzelina qui était en phase éruptive ! Une éruption sous-marine a été signalée au sud-ouest de l'île en 1964.
En mars 2022, le centre d’information et surveillance sismo-volcanique des Açores (Civisa) a détecté plus de 14.000 petites secousses, dont 200 environ, ont été ressentis par la population, mais sans faire de dégâts. Le plus fort, enregistré le 19 mars, a atteint une magnitude de 3,3 sur l’échelle de Richter. Le niveau d‘alerte du risque volcanique a été porté au plus haut et de nombreux habitants ont quitté l’ile.

## Histoire
São Jorge fut découverte en 1439, mais ne fut peuplée que vingt ans plus tard lorsque des colons issus du nord du Portugal vinrent s'y établir. Les zones les plus favorables de l'île sont constituées des Fajãs sur la côte nord, dont quelques-unes n'ont été longtemps accessibles que par la mer. Les principales sont les Fajãs do Ouvidor, d'origine lavique, de Cubres, de Santo Cristo (Portugal) au nord et Fajã dos Vimes au sud. Les Fajãs de Cubres et de Santo Cristo sont les seuls endroits des Açores renfermant des lagunes. 

## Économie
Les principales ressources sont l'élevage, la culture des céréales et des fruits. Les autres productions importantes sont la pèche, la laine et la fromagerie. Le fromage de l'île est le plus connu des Açores (Queijo São Jorge) et une large part de sa production est exportée vers l'Amérique du Nord notamment. L'île possède un petit aéroport opéré par SATA Air Açores.